# کشتی‌سازی یوکوسوکا

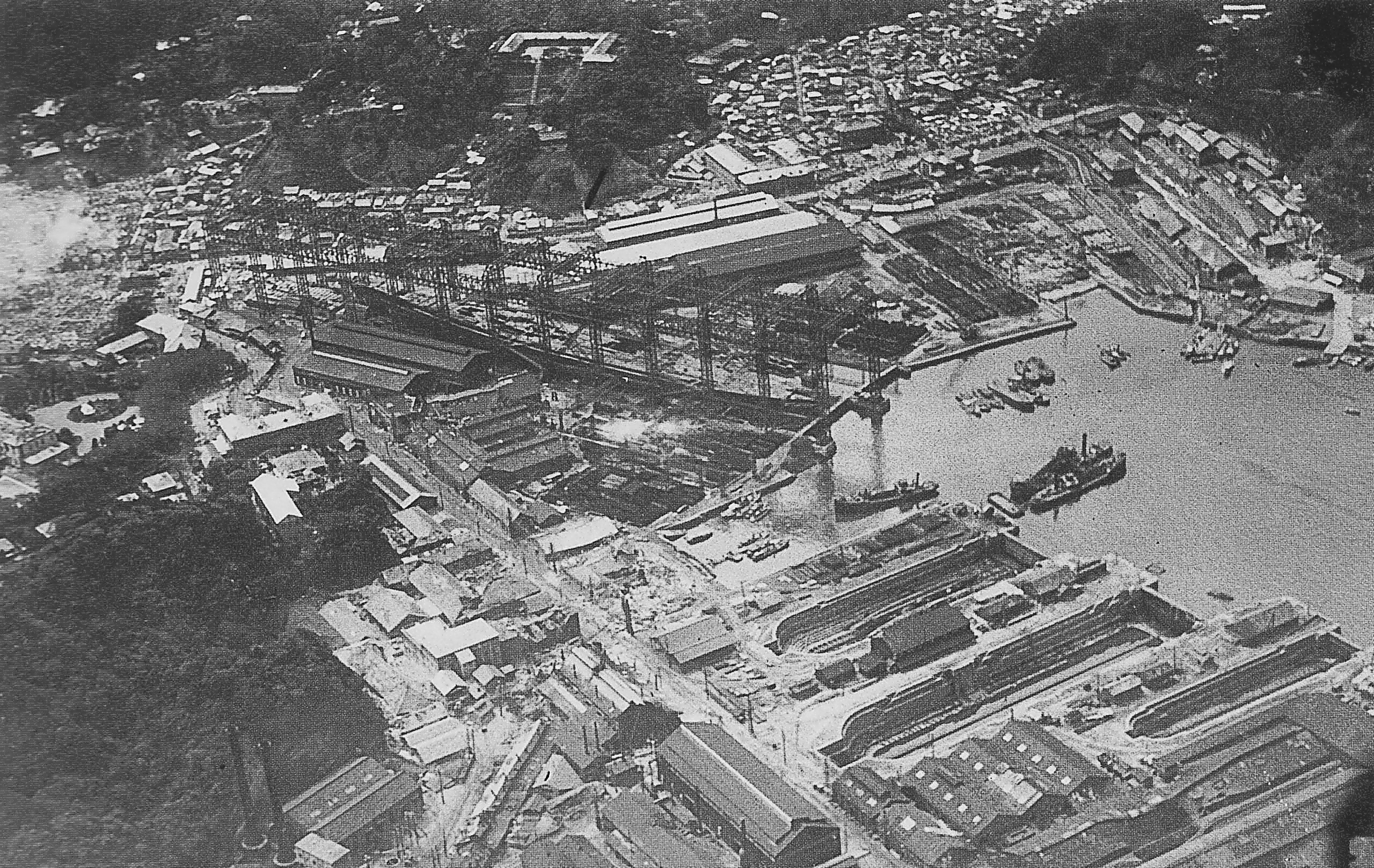
کارخانه کشتی سازی یوکوسوکا پس از زمین‌لرزه بزرگ کانتو در سال ۱۹۲۳

کشتی‌سازی یوکوسوکا، زرادخانه دریایی یوکوسوکا (به ژاپنی: 横須賀海軍工廠 Yokosuka kaigun kōshō) یکی از چهار کارخانه کشتی‌سازی متعلق به نیروی دریایی امپراتوری ژاپن در یوکوسوکا، کاناگاوا، استان کاناگاوا در خلیج توکیو، در جنوب یوکوهاما بود. این کارخانه در سال ۱۸۶۶ توسط شوگون‌سالاری توکوگاوا و با کمک مهندسان خارجی احداث شد.
پس از جنگ بوشین و اصلاحات میجی، دولت جدید میجی در سال ۱۸۷۱ کنترل این زرادخانه را در دست گرفت.

## نمونه‌هایی از کشتی ساخته شده

### کشتی‌های بزرگ

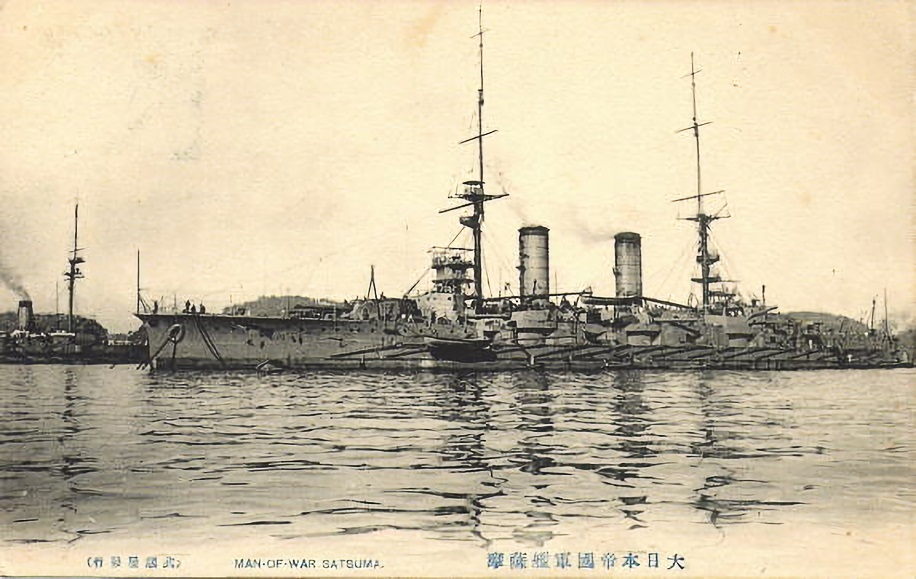
نبردناو ساتسوما، اولین کشتی جنگی بومی ژاپن است

#### نبردناو
- نبردناو کلاس ساتسوما
- بتل‌شیپ کلاس فاسو (نبردناو)
- بتل‌شیپ کلاس کیی (نبردناو)

#### رزم‌ناو
- ناو زره‌پوش کلاس ایبوکی (رزم‌ناو)
- رزم‌ناو کلاس کنگو
- رزم‌ناو کلاس آماگی

#### ناوگان حامل هواپیما
- ناو هواپیمابر هیریو

#### ناو کلاس

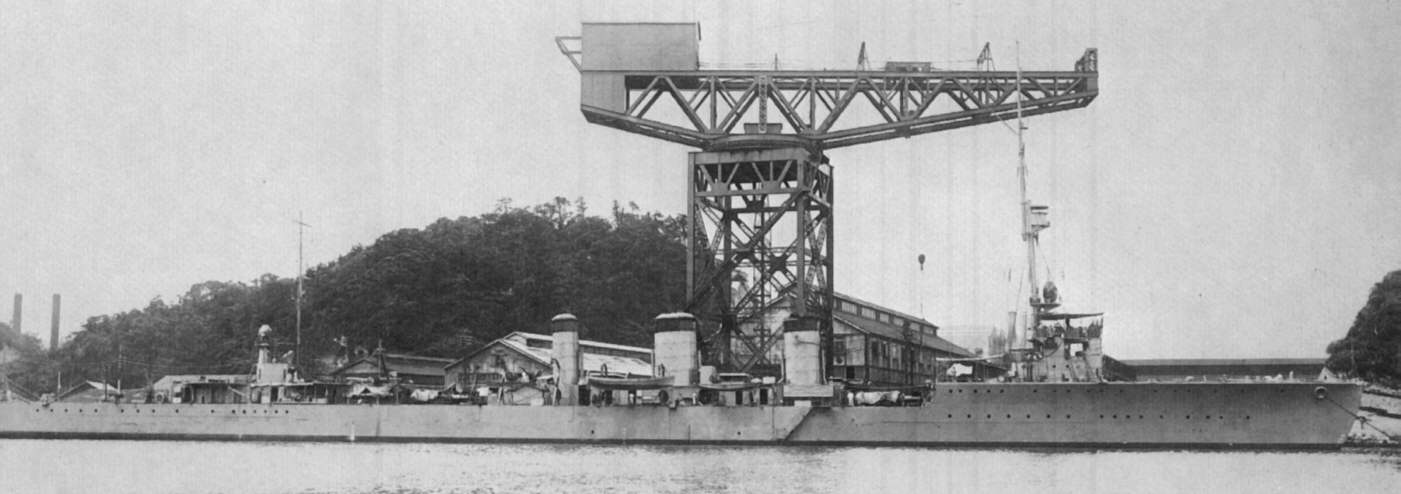
ناو تنریو در دست ساخت در زرادخانه دریایی یوکوسوکا

- ناو کلاس میوکو
- ناو کلاس موگامی
- ناو کلاس تنریو
- ناو کلاس آگانو

#### ناوشکن
ناوشکن کلاس هاروسام
ناوشکن کلاس کامیکاز (۱۹۰۵)
ناوشکن کلاس ماتسو

#### زیردریایی
- زیردریایی کلاس کایدی